# Pavlo Lebedyev
Pavlo Valentinovitch Lebedyev (en ukrainien : Павло Валентинович Лебедєв ; en russe : Павел Валентинович Лебедев) est un homme d'État russe puis ukrainien.

## Biographie

### Parcours politique
Il est élu pour la Ve, puis VIe et enfin VIIe rada d'Ukraine.
Du 24 décembre 2012 au 27 février 2014, il est ministre de la Défense dans le gouvernement Azarov II. Alors ministre de la défense lors de l'Annexion de la Crimée par la Russie en 2014, il part pour la Crimée. Le procureur général d'Ukraine le recherche depuis le 14 mars 2016 pour désertion.